# Arado V I
Die Arado V I ist das erste von den Arado Flugzeugwerken entwickelte Verkehrsflugzeug. Eine geplante Verwendung als Postexpressflugzeug wurde nach dem Absturz des einzigen gebauten Exemplars aufgrund der angespannten wirtschaftlichen Lage des Unternehmens nicht weiter verfolgt.

## Entwicklung
Die V I wurde 1927 von Arados Chefkonstrukteur Walter Rethel entworfen, der sich auf seine Erfahrungen stützen konnte, die er bei der Entwicklung von Verkehrsflugzeugen während seiner Tätigkeit bei den Kondor Flugzeugwerken und später bei Fokker gesammelt hatte. Im Gegensatz zur Ganzmetallkonstruktion anderer Passagierflugzeuge jener Zeit entschied er sich aus Gründen der Wirtschaftlichkeit für die billigere Gemischtbauweise. Der Prototyp wurde mit einem US-amerikanischen Hornet-Motor von Pratt & Whitney ausgerüstet. Später bei der Serienausführung sollte ein Junkers-Triebwerk Verwendung finden, das mit 300 PS zwar leistungsschwächer, aber dafür 150 kg leichter war und die Startmasse bei gleicher Nutzlast um 200 kg reduziert hätte. Auch ein Antrieb von BMW wurde ins Auge gefasst. Bei einer geplanten Frachtversion sollte der Hornet hingegen beibehalten werden.

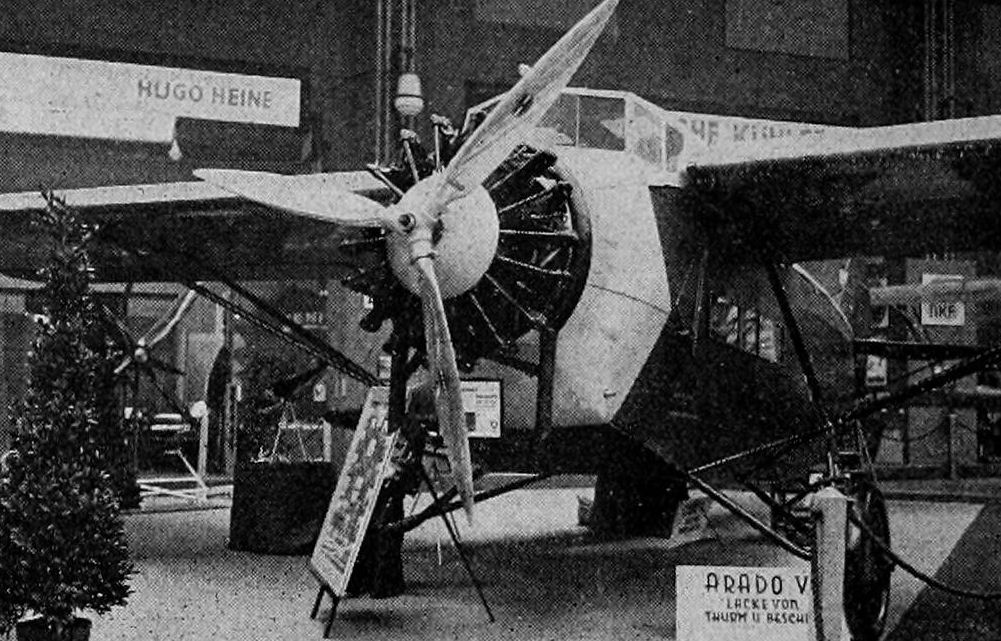
Arado V I auf der ILA 1928

Der Prototyp mit der Werknummer 47 wurde Anfang 1928 fertiggestellt und begann im Februar seine Flugerprobung, bei der er sich als robust und stabil erwies. Im Oktober des Jahres fand während der ILA in Berlin die öffentliche Präsentation mit vierfacher Passagierbestuhlung statt. Sie stieß auf positive Resonanz, besonders seitens der Vertreter der Luft Hansa. Diese beabsichtigten die Erschließung neuer Luftpostlinien über den südlichen Atlantik und hielten die V I aufgrund des leistungsstarken Motors sowie des geringen Kraftstoffverbrauchs mit der daraus resultierenden Reichweite von 2000 km bestens für diesen Zweck geeignet. Im darauffolgenden Jahr wurde mit der Umsetzung begonnen, wofür das Flugzeug im September 1929 mit dem Kennzeichen D–1594 registriert und von der Luft Hansa gechartert wurde. Am 7. und 24. September führte eine dreiköpfige Besatzung, bestehend aus den Piloten Erich Albrecht und Joachim von Schröder sowie dem Bordmechaniker Fritz Eichentopf, zwei Probeflüge auf der 2500-km-Strecke von Berlin nach Sevilla mit Zwischenlandung in Marseille durch, die in jeweils 27 Stunden absolviert wurden. Am 25. Oktober folgte ein 1820-km-Nonstopflug von Berlin nach Konstantinopel. Die Flugzeit betrug 10:35 h. Im folgenden Monat schließlich wurde ab dem 16. November ein Flug über 8000 km nach Teneriffa mit Zwischenstationen in Marseille, Valencia und Sevilla durchgeführt, wo die V I am 5. Dezember eintraf. Am 13. Dezember 1929 startete das Flugzeug zum Rückflug. Zuvor war es noch vom örtlichen Bischof auf den Namen „Tenerife“ getauft worden. Auf der letzten Etappe von Marseille nach Berlin geriet die D–1594 am 19. Dezember in ein Nebelfeld, in dem die Besatzung sich verflog und den angesteuerten Flughafen Tempelhof verfehlte. Sie versuchte im Anschluss, sich im Tiefflug nach Erdsicht zu orientieren. Bei Wustrau berührte das Flugzeug in einer Rechtskurve mit der Tragfläche den Boden und stürzte ab. Die beiden Piloten Albrecht und von Schröder kamen dabei ums Leben, der Bordwart Eichentopf wurde aus der Maschine geschleudert und überlebte nur leicht verletzt. Der Verlust der V I bedeutete für die Arado Flugzeugwerke einen großen finanziellen Schaden, der dazu führte, dass der als V Ia bezeichnete und sich bereits im Bau befindliche zweite Prototyp mit der Werknummer 55 nicht fertiggestellt werden konnte. Ein im Februar 1930 unterbreitetes Angebot an die Luft Hansa wurde abgelehnt und so musste die Zelle letztendlich verschrottet werden.

## Aufbau
Die V I ist ein abgestrebter, halbfreitragender Schulterdecker in Gemischtbauweise.
Rumpf
Der Rumpf wird aus stoffbespannten Stahlrohrfachwerk gebildet. Der Motorbereich und ebenso der Rumpfrücken sind mit Blechen verkleidet, die zur besseren Wartbarkeit abnehmbar gestaltet sind. Die Passagierkabine ist in den Maßen 2,20 m (Länge) × 1,35 m (Breite) × 1,90 m (Höhe) ausgelegt und bietet vier Personen Platz, dahinter befindet sich ein durch eine Sperrholzwand mit eingebauter Tür abgetrennter Gepäckraum von 0,95 m × 1,30 m × 1,70 m. Zur Lastbeförderung ist diese sowie die Sitzeinrichtung herausnehmbar gestaltet, so dass sich ein Frachtraum von 3,15 m Länge ergibt. Das zweisitzige Cockpit ist separat zur restlichen Kabine konstruiert.
Tragwerk
Die Tragfläche ist zweiteilig ausgeführt und besteht aus einer Holzkonstruktion, die von der Vorderkante bis zum Hinterholm mit Sperrholz beplankt und darüber hinaus mit Stoff bespannt ist. Sie ist zum Rumpf hin mit je einer V-Strebe pro Seite abgestützt, die bei der Flügeldemontage an diesen angeklappt werden kann. In beiden Flächen sind Kraftstoffbehälter untergebracht, der Ölbehälter befindet sich in der Flügelnase rechts von der Pilotenkabine.
Leitwerk
Höhen- und Seitenleitwerk bestehen aus einer stoffbespannten Stahlrohrkonstruktion. Die Höhenflosse ist ober- und unterhalb mit I-Stielen abgestützt und besitzt einen Hornausgleich. Die Querruder werden aus Duraluminholmen mit angenieteten Stahlrohrrahmen und Stoffbespannung gebildet.
Fahrwerk
Die V I besitzt ein starr ausgebildetes Fahrwerk großer Spurbreite (3,51 m) mit geteilten Achsen mit Rumpf-Untergurtanschluss und Federstreben zum Unterflügel hin. Der Hecksporn besteht aus Stahl mit Gummikabelfederung.

## Technische Daten
| Kenngröße                                                         | Daten |
| ----------------------------------------------------------------- | --- |
| Besatzung                                                         | 2–3 |
| Passagiere                                                        | 4 (optional) |
| Spannweite                                                        | 18,00 m |
| Länge                                                             | 12,00 m |
| Höhe                                                              | 3,15 m |
| Flügelfläche                                                      | 47,24 m² |
| Flügelstreckung                                                   | 6,9 |
| Flächenbelastung                                                  | 50 kg/m² |
| Leistungsbelastung                                                | 4,3 kg/PS |
| Leermasse                                                         | 1350 kg |
| Zuladung                                                          | 1000 kg |
| Startmasse                                                        | normal 2350 kg maximal 3550 kg |
| Antrieb                                                           | ein luftgekühlter Neunzylinder-Viertakt-Sternmotor mit Dreiblatt-Metallluftschraube Standard Steel                                               |
| Typ                                                               | Pratt & Whitney Hornet A |
| Startleistung Kampf- und Steigleistung Nennleistung Dauerleistung | 600 PS (441 kW) 525 PS (386 kW) am Boden, 503 PS (370 kW) in 1000 m 465 PS (342 kW) am Boden, 450 PS (331 kW) in 1500 m 420 PS (309 kW) in 500 m |
| Höchstgeschwindigkeit                                             | 220 km/h in Bodennähe |
| Reisegeschwindigkeit                                              | 185 km/h in Bodennähe |
| Landegeschwindigkeit                                              | 80 km/h |
| Steiggeschwindigkeit                                              | 170 m/min |
| Steigzeit                                                         | 3,8 min auf 1000 m 8,3 min auf 2000 m 14,0 min auf 3000 m 22,5 min auf 4000 m                                                                    |
| Dienstgipfelhöhe                                                  | 6500 m |
| Reichweite                                                        | 2000 km optional als Postexpressflugzeug |